# Poa abbreviata ssp. marshii
Poa abbreviata ssp. marshii là một phân loài cỏ trong họ hòa thảo, thuộc chi poa.